# 509. п. н. е.

## Догађаји
- Са престола је збачен последњи (седми) римски краљ. Притом, римска држава постаје република.